# Villeneuve-Saint-Georges
Villeneuve-Saint-Georges je južno predmestje Pariza in občina v  departmaju Val-de-Marne osrednje francoske regije Île-de-France. Leta 1999 je imelo naselje 28.361 prebivalcev.

## Geografija
Ozemlje občine se nahaja 16 km južno od središča Pariza, ob izlivu reke Yerres v Seno. Sosednje občine so Vigneux-sur-Seine, Montgeron, Crosne, Valenton, Créteil, Choisy-le-Roi, Orly in Villeneuve-le-Roi.
Občina je razdeljena na sedem četrti:
- Centre, južni del naselja ob reki Seni,
- Blandin/Belleplace,
- Villeneuve-Triage,
- Le Plateau/Hauts de Villeneuve,
- Le Val Saint-Georges,
- Le Quartier Nord,
- Val Pompadour.

## Administracija
Villeneuve-Saint-Georges je sedež istoimenskega kantona, v katerega je vključena večina ozemlja občine z 20.106 prebivalci, majhen del njenega ozemlja pa pripada kantonu Valenton.